# Деесас-де-Гуадікс
Деесас-де-Гуадікс (ісп. Dehesas de Guadix) — муніципалітет в Іспанії, у складі автономної спільноти Андалусія, у провінції Гранада. Населення — 411 особи (2021).
Муніципалітет розташований на відстані близько 320 км на південь від Мадрида, 65 км на північний схід від Гранади.

## Демографія
Динаміка населення (INE ):

## Галерея зображень

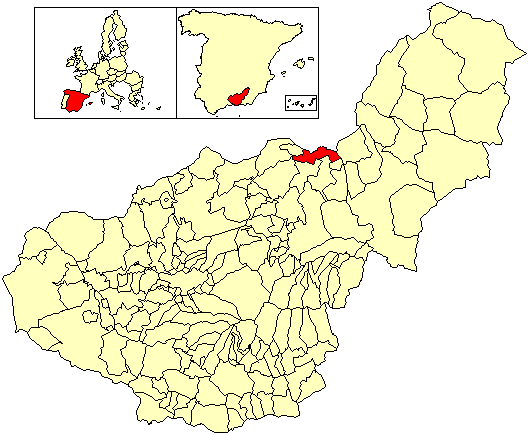
Розташування муніципалітету Деесас-де-Гуадікс